# Paepalanthus freyreissii
Paepalanthus freyreissii là một loài thực vật có hoa trong họ Eriocaulaceae. Loài này được (Thunb.) Körn. mô tả khoa học đầu tiên năm 1863.